# 貝爾 201
 Bell Model 201 (軍事編號為XH-13F)是貝爾第一款使用渦輪軸發動機的直升機，該機由貝爾47直升機 改裝而成。

## 發展
Model 201建於1955年初，是陸軍/美國空軍聯合研究計劃的一部分，用於測試新型 XH-40（UH-1直升機的原型機）的零部件。Model於1954年10月20日由試飛員比爾·昆蘭 (Bill Quinlan) 進行首飛。該計畫的專案工程師是 J. R. “Bob” Duppstadt。XH-13F採用透博梅卡 Artouste I渦輪軸發動機（也被稱為Continental CAE XT51-T-3）。該具引擎功率達425shp(317kW)，但重量極輕，出於重量和平衡的考慮，發動機必須安裝在直升機油箱和旋翼桅杆後面。
由於渦輪軸的重量極輕，這使得其成為直升機的理想選擇，並取代了活塞發動機。渦輪發動機動力也保證了更高的可靠性和更低的維護成本。然而其缺點為油耗較高且價格較高。Quinlan對第一階段測試中的原型機感到滿意，稱XH-13F為「有史以來最流暢的Model 47」。1955年4月初，原型機被移交給美國空軍少校瓊斯·P·塞格勒 (Jones P. Seigler) 和中尉唐納德·A·伍利 (Donald A. Wooley)。 這兩名隸屬於加州愛德華空軍基地的軍官在沃思堡進行了第二階段測試計劃。

## 外部連結
- Model 47G specs （页面存档备份，存于） from The International Directory of Civil Aircraft by Gerard Frawley
- YR-13 / H-13 / OH-13 Sioux / HTL on GlobalSecurity.org （页面存档备份，存于）